# Eudendrium maldivense
Eudendrium maldivense är en nässeldjursart som beskrevs av Lancelot Alexander Borradaile 1905. Eudendrium maldivense ingår i släktet Eudendrium och familjen Eudendriidae. Inga underarter finns listade i Catalogue of Life.